# Nyctimene major
Nyctimene major е вид бозайник от семейство Плодоядни прилепи (Pteropodidae).

## Разпространение
Видът е разпространен в Папуа Нова Гвинея (Бисмарк) и Соломонови острови.